# Han Hong
Han Hong (26 de septiembre de 1971 Ingdzinndroma) es el nombre artístico de una de las más populares cantantes chinas. 

## Biografía
Han Hong nació en la segunda ciudad más grande del Tíbet, Shigatse, de una familia de músicos. Influenciada por su madre, a quien veía dancer y bailar, Han Hong decidió dedicar su vida al mundo de la música.

## Carrera
Además de cantar, Han Hong es la compositora de la mayoría de sus canciones.
La mayoría de canciones de Han Hong son sobre temas del folclore popular tibetano. Su música recibe también influencias del jazz, del R-n-B y del Rock-n-Roll.

## Filmografía

### Programas de variedades
| Año  | Programa   | Notas    |
| ---- | ---------- | -------- |
| 2015 | Happy Camp | invitada |